# Torsten Hägerstrand
Torsten Hägerstrand (11 de octubre de 1916, Moheda – 3 de mayo de 2004, Lund), fue un geógrafo sueco. Es especialmente conocido por sus trabajos sobre migración, difusión cultural y geografía temporal o geografía del espacio-tiempo.
Nativo y residente de Suecia, Hägerstrand fue profesor emérito de Geografía en la Universidad de Lund, donde recibió su doctorado en 1953.
En 1969, realizó un artículo titulado ¿Qué hay acerca de las personas en la Ciencia Regional?. En este trabajo, publicado en 1970, desarrolló dos conceptos:
- La necesidad de estudiar al individuo para poder comprender los comportamientos de grupo y sociales. Los geógrafos culturales modernos actualmente estudian las actividades cotidianas sobre una base individual, como un paso para poder comprender patrones de comportamiento a mayor escala. El estudio que solo analiza grupos crea una homogeneización de la realidad y esconde la verdad.

- La conexión que existe entre el espacio y el tiempo que previamente no había sido tenido en cuenta en profundidad. Históricamente, los científicos sociales habían tratado al tiempo como un factor relevante pero exógeno a las características espaciales. Los trabajos previos de Hagerstrand sobre la difusión de las innovaciones (estudiando la distribución y diseminación de nuevas tecnologías) lo llevó a pensar que estos dos factores, si bien separados, no eran completamente independientes uno del otro; ellos tienen lo que Lefebvre llama una relación dialéctica.

## Obras principales
- Hägerstrand, Torsten (1952). The propagation of innovation waves. Lund studies in geography: Series B, Human geography, 4 (en inglés). Lund: Royal University of Lund, Dept. of Geography. OCLC 254752.
- Hannerberg, David; Hägerstrand, Torsten, eds. (1957). Migration in Sweden: a symposium. Lund studies in geography: Series B, Human geography, 13 (en inglés). Lund: CWK Gleerup. OCLC 170619.
- Hägerstrand, Torsten (1967) [1953]. Innovation diffusion as a spatial process [Innovationsförloppet ur korologisk synpunkt] (en inglés). Posdata y tradducción al inglés por Allan Pred; Traducido con la ayuda de Greta Haag. Chicago: University of Chicago Press. OCLC 536383.
- Hägerstrand, Torsten (Diciembre  de 1967). «The computer and the geographer». Transactions of the Institute of British Geographers (en inglés) (42): 1-19. doi:10.2307/621369.
- Hägerstrand, Torsten (1970). «What about people in regional science?». Papers of the Regional Science Association (en inglés) 24 (1): 6-21. doi:10.1007/BF01936872.
- Hägerstrand, Torsten (1973). On the definition of migration. Rapporter och notiser, 9 (en inglés). Scandinavian population studies. Lund: Lunds universitets kulturgeografiska institution. OCLC 185647319.
- Hägerstrand, Torsten (1973). «The domain of human geography».  En Chorley, Richard J, ed. Directions in geography (en inglés). Londres: Methuen. pp. 67–87. ISBN 0416608302. OCLC 789168.
- Hägerstrand, Torsten (1974). «Ecology under one perspective».  En Bylund, Erik; Linderholm, Håkan; Rune, Olof, eds. Ecological problems of the circumpolar area: papers from the international symposium at Luleå, Sweden, June 28–29, 1971 (en inglés). Luleå: Norrbottens Museum. pp. 271-276. OCLC 3035384.
- Hägerstrand, Torsten (1974). The impact of transport on the quality of life. Rapporter och notiser, 13 (en inglés). Lund: Lunds universitets kulturgeografiska institution. OCLC 185647393.
- Hägerstrand, Torsten (1975). «Space, time and human conditions».  En Karlqvist, Anders; Lundqvist, Lars; Snickars, Folke, eds. Dynamic allocation of urban space (en inglés). Lexington, MA: Lexington Books. pp. 3–14. ISBN 0347010520. OCLC 1364735.
- Hägerstrand, Torsten (1976). «Geography and the study of interaction between nature and society». Geoforum (en inglés) 7 (5–6): 329-334. doi:10.1016/0016-7185(76)90063-4.
- Hägerstrand, Torsten (1978). «Survival and arena: on the life-history of individuals in relation to their geographical environment».  En Carlstein, Tommy; Parkes, Don; Thrift, Nigel J, eds. Human activity and time geography. Timing space and spacing time, 2 (en inglés). Nueva York: Wiley. pp. 122–143. ISBN 0713159898. OCLC 4935024.
- Buttimer, Anne; Hägerstrand, Torsten (1980). Invitation to dialogue: a progress report. DIA paper, 1 (en inglés). Lund: University of Lund. OCLC 8534714.
- Hägerstrand, Torsten (1982). «Diorama, path and project». Tijdschrift voor economische en sociale geografie (en inglés) 73 (6): 323-339. doi:10.1111/j.1467-9663.1982.tb01647.x.
- Hägerstrand, Torsten (1983). «In search for the sources of concepts».  En Buttimer, Anne, ed. The practice of geography (en inglés). Londres; Nueva York: Longman. pp. 238–256. ISBN 0582300878. OCLC 8629687.
- Hägerstrand, Torsten, ed. (1985). The identification of progress in learning (en inglés). European Science Foundation; International Colloquium on the Identification of Progress in Learning. Cambridge: Cambridge University Press. ISBN 0521300878. OCLC 10924966.
- Hägerstrand, Torsten (1985). «Time geography: focus on the corporeality of man, society and environment».  En Aida, Shūhei, ed. The science and praxis of complexity: contributions to the symposium held at Montpellier, France, 9–11 May, 1984 (en inglés). Tokyo: United Nations University Press. pp. 193-216. ISBN 0928085606 |isbn= incorrecto (ayuda). OCLC 13025296.
- Hägerstrand, Torsten (1991). Om tidens vidd och tingens ordning (en sueco). Una selección de unos 300 ensayos, artículos, conferencias y documentos del profesor Hägerstrand, compilados por Gösta Carlestam y Barbro Sollbe. Stockholm: Byggforskningsrådet. ISBN 9154053633. OCLC 29548202.
- Hägerstrand, Torsten (1992). «The global and the local».  En Svedin, Uno; Aniansson, Britt Hägerhäll, eds. Society and the environment: a Swedish research perspective. Ecology, economy & environment, 2 (en inglés). Dordrecht; Boston: Kluwer Academic Publishers. pp. 13–21. ISBN 0792317963. OCLC 25788428.
- Hägerstrand, Torsten (2001) [1995]. «A look at the political geography of environmental management».  En Buttimer, Anne, ed. Sustainable landscapes and lifeways: scale and appropriateness (en inglés). Sterling, VA: Cork University Press. pp. 35-58. ISBN 185918300X. OCLC 45879916.
- Hägerstrand, Torsten (Diciembre  de 2004). «The two vistas». Geografiska Annaler: Series B, Human Geography (en inglés) 86 (4): 315-323. doi:10.1111/j.0435-3684.2004.00170.x.
- Hägerstrand, Torsten (2009). Tillvaroväven (en sueco). Redactado por Kajsa Ellegård y Uno Svedin, con una bibliografía por Bo Lenntorp. Stockholm: Forskningsrådet Formas. ISBN 9154060338. OCLC 456875435.